# Breaker
Breaker - третій студійний альбом німецької хеві-метал групи Accept, випущений 16 березня 1981 року. Він був записаний як і попередній альбом I'm a Rebel в студії Delta-Studio у Вілстері. Звукоінженером платівки виступив Міхаель Вегнер, а продюсером Дірк Штеффенс. Бас-гітарист Петер Балтес виконує баладу «Breaking Up Again», всі інші пісні виконав Удо Діркшнайдер. Попередній альбом мав скромний комерційний успіх, почасти тому, що музичний матеріал його складався під впливом звукозаписної компанії. Записуючи альбом Breaker гурт одразу визначився, що не слухатиме нічиїх порад ззовні і не помилився. Альбом вийшов дуже тяжким у плані звучання і став першим альбомом, що має впізнаване звучання гурту.

## Про альбом
Після невдалої спроби комерціалізації на I'm a Rebel, Accept вирішили не дозволяти стороннім людям впливати на музику гурту. Зібравшись разом у розпал дуже холодної зими,  учасники гурту зосередилися на створенні альбому, який вони самі хотіли зробити. Удо Діркшнайдер згадує: «Після нашого досвіду з I'm A Rebel ми поставили собі за мету цього разу не піддаватися музичному впливу за межами гурту». Удо вважає Breaker одним з найкращих записів Accept і знаменує собою початок золотої ери гурту, яка тривала до 1985 року - назва альбому пізніше стала назвою власної звукозаписної компанії Удо Breaker Records. Удо вважає Breaker одним з найкращих записів Accept і знаменує собою початок золотої ери гурту, яка тривала до 1985 року - назва альбому пізніше стала назвою власної звукозаписної компанії Удо Breaker Records. Вольф Гофман погоджується: «Можливо, ми знали, що старий підхід із запису раніше не працював дуже добре. Тож ми казали: «На біса, давайте просто робимо те, що вважаємо правильним. Давайте не намагатися бути кимось іншим». Єдиною можливою поступкою комерційним інтересам була пісня «Midnight Highway», яку Вольф описав як «своєрідну напівкомерційну спробу». Більша частина решти альбому має гнівний і зухвалий тон, особливо нецензурна лексика в "Son of a Bitch". Вольф пояснює, чому ця конкретна пісня була єдиною, текст якої не було надруковано в альбомі: «Під час початкового випуску ми подумали, що було б гарною ідеєю просто поставити «Censored» у примітках для пісні. для уникнення будь-яких суперечок. Ну, виявляється, це викликало більше суперечок таким чином, коли всі бажають знати, хто це піддав цензурі». Альтернативна версія під назвою «Born to Be Whipped» була записана з більш цензурним текстом. Вольф пояснює: «Нам довелося змінити це, тому що британці були настільки смутні щодо такого роду речей, що ми не могли випустити там платівку з піснею під назвою Son of a Bitch».

## Список пісень
Автор музики і слів Accept. 
| Side one | Side one                | Side one   |
| #        | Назва                   | Тривалість |
| -------- | ----------------------- | ---------- |
| 1.       | «Starlight»             | 3:52       |
| 2.       | «Breaker»               | 3:35       |
| 3.       | «Run If You Can»        | 4:48       |
| 4.       | «Can't Stand the Night» | 5:23       |
| 5.       | «Son of a Bitch»        | 3:53       |

| Side two | Side two            | Side two   |
| #        | Назва               | Тривалість |
| -------- | ------------------- | ---------- |
| 6.       | «Burning»           | 5:13       |
| 7.       | «Feelings»          | 4:48       |
| 8.       | «Midnight Highway»  | 3:58       |
| 9.       | «Breaking Up Again» | 4:37       |
| 10.      | «Down and Out»      | 3:44       |
| 43:51    |                     |            |

| Бонус треки на російському виданні | Бонус треки на російському виданні | Бонус треки на російському виданні |
| #                                  | Назва                              | Тривалість                         |
| ---------------------------------- | ---------------------------------- | ---------------------------------- |
| 1.                                 | «Breaker» (Live)                   |                                    |
| 2.                                 | «Midnight Highway» (Live)          |                                    |

## Учасники запису
- Удо Діркшнайдер – вокал
- Wolf Hoffmann – лід-гітара
- Йорг Фішер – лід-гітара
- Петер Балтес – бас-гітара, бек-вокал, вокал на "Breaking Up Again"
- Штефан Кауфман – ударні, бек-вокал

Продакшен
- Дірк Штефенс – продюсер, домовленності з Accept
- Міхаель Вегнер – звукоінженер, зведення
- Штефан Бьоле – обкладинка
- H.G. Bieringer – фотографії
- Studio Icks & Accept – дизайн обкладинки
- Accept – дизайн